# Стависька (Поморське воєводство)
Стависька (пол. Stawiska) — село в Польщі, у гміні Косьцежина Косьцерського повіту Поморського воєводства.
Населення — 319 осіб (2011).
У 1975-1998 роках село належало до Гданського воєводства.

## Демографія
Демографічна структура станом на 31 березня 2011 року:
|          | Загалом | Допрацездатний вік | Працездатний вік | Постпрацездатний вік |
| -------- | ------- | ------------------ | ---------------- | -------------------- |
| Чоловіки | 155     | 32                 | 99               | 24                   |
| Жінки    | 164     | 39                 | 77               | 48                   |
| Разом    | 319     | 71                 | 176              | 72                   |